# Provincia de Huíla
Huila, cuyo nombre oficial es Provincia da Huíla es una de las 21 provincias en que se encuentra dividida administrativamente Angola. 
Su capital es de Lubango.

## Municipios con población estimada en julio de 2018
- Caconda 189,450
- Cacula 154,624
- Caluquembe 203,128
- Chibia 215,219
- Chicomba 148,795
- Chipindo 73,056
- Cuvango 88,670
- Gambos 89,684
- Humpata 100,634
- Jamba 118,633
- Lubango 876,339
- Matala 296,618
- Quilengues 85,040
- Quipungo 179,363

## Territorio y población
La provincia de Huila tiene un área de 75.002 kilómetros cuadrados y su población asciende a 680.000 habitantes. 
Su densidad poblacional es de unos nueve habitantes por kilómetro cuadrado.
La provincia agrupa 14 municipios:
- Caconda,
- Cacula,
- Caluquembe,
- Chiange (Ngambos)
- Chibia (Villa de Juan de Almeida)
- Chicomba,
- Chipindo,
- Cuvango,
- Humpata,
- Jamba
- Lubango,
- Matala,
- Quilengues,
- Quipungo.